# بول دموي زهيد
بول دموي زهيد أو بيلة دموية مجهرية هي حالة طبية يحتوي فيها البول على كميات صغيرة من الدم؛ كمية الدم منخفضة جدا لتغيير لون البول (كما هو معروف كبيلة دموية). في حين أنه ليس خطيرا في حد ذاته، فإنه قد يكون من أعراض أمراض الكلى، مثل اعتلال الكلية بالجلوبيولين المناعي A أو الخلايا المنجلية، التي ينبغي رصدها من قبل الطبيب.
وتعرف جمعية المسالك البولية الأميركية (AUA) البيلة الدموية المجهرية بوجود ثلاثة كريات دم حمراء أو أكثر في حقل مجهري يفحص بعدسة عالية (40 أو أكثر) في الرواسب البولية في اثنين من ثلاثة عينات مجموعة بشكل صحيح.